# Andrieu Contredit d'Arras
Andrieu Contredit d'Arras (1200 circa – 1248) è stato un troviero originario di Arras e attivo nel Puy d'Arras.
"Contredit" è probabilmente un soprannome. Scrisse in massima parte grand chants, ma anche una pastourelle, un lai e un jeu parti con Guillaume li Vinier. 

## Biografia
Andrieu è probabilmente l'Andreas Contredit, miles ministerellus, crucesignatus il quale nel 1239, secondo documenti reali francesi, si unisce alla crociata di Teobaldo I di Navarra come cavaliere e menestrello. La sua comparsa in documenti reali potrebbe indicare il suo servizio (probabilmente come menestrello) presso Luigi IX, al quale dedica la canzone Au mois d'avril. 
La sua canzone Ja pour nul mal era dedicata al Puy. Una delle più importanti fonti riguardanti la sua vita è il registro del Puy. La sua morte viene registrata as Arras nel 1248 e quella di sua moglie nel 1225. Oltre al registro del Puy ci sono gli stessi componimenti poetici di Andrieu, dato che egli ne scrisse venti e in quattordici nomina sé stesso come autore. Egli dedica Bone, bele et avenans a una certa "Marote", probabilmente la collega troviera Maroie de Dregnau de Lille ed elogia la città di Arras in L'autrier quant je chevauchoie. Andrieu si riferisce due volte a sé stesso come messire (messere), un titolo riservato alla nobiltà. Il suo blasone aveva una volta decorato lo chansonnier noto come MS 844 alla Bibliothèque nationale de France, ma attualmente risulta perduto. 
I versi di Andrieu mostrano poca variazione di forma. Essi iniziano tutti con lo stesso schema metrico (ABAB), tutti con metro regolare e tutti con la stessa brevità [strofica]. La musica di Andrieu è più variegata, sebbene sempre nella forma bar. Le melodie sono frequentemente non-ripetitive e talvolta motiviche. 

## Componimenti poetici
- Amours m'a si del tout a son voloir
- Au mois d'avril que l'on dit en Pascour
- Au tens que je voi averdir
- Bone, bele et avenans
- Dame, pour vous m'esjoïs benement
- De bele Yzabel ferai (pervenutaci senza musica)
- [De] bone amour ki le set maintenir (pervenutaci senza musica e incipit)
- Del guerredon ke j'atenc a avoir (pervenutaci senza musica e incipit)
- Guillaume le Viniers, amis (la sua parte di un jeu-parti, pervenutaci senza musica)
- Iriez, pensis chanterai
- Ja pour nul mal ne peur nesun tourment
- Ja pour nul mal ne peur nule pensee
- Je ne me doi d'Amours de riens loer
- L'autrier quant je chevauchoie
- Mout m'est bel quant voi repairier
- Pré ne vert bois, rose ne flour de lis
- Quant voi partir foille et flour et rosee
- Tout tens est mes cuers en joie
- Tres haute Amours me semont que je chant
- Vivre m'estuet en tristror, en pesance